# Pseudoselago humilis
Pseudoselago humilis är en flenörtsväxtart som först beskrevs av Robert Allen Rolfe, och fick sitt nu gällande namn av O.M. Hilliard. Pseudoselago humilis ingår i släktet Pseudoselago och familjen flenörtsväxter. Inga underarter finns listade i Catalogue of Life.